# 禹音
禹音，蒙古族，出生于内蒙古赤峰市，赤峰文艺广播电台特约嘉宾主持人。在2016年荣获盛世中华比赛金奖。

## 人生经历
- 2011年荣获赤峰文艺台第三届语言艺术风采大赛“铜奖”
- 2012年首届全国语言艺术大赛雏鹰之声幼儿组“金奖”暨录入中国语言艺术人才年度推荐活动语言艺术人才A级档案[3]
- 2012年入选中国语言艺术人才大型少儿版广播剧《西游记》主要演员角色候选演员
- 2012年荣获赤峰文艺广播第四届语言艺术大赛铜奖
- 2013年荣获赤峰市第一届少儿动漫配音大赛银奖
- 2013年荣获赤峰文艺台第四届语言艺术风采大赛银奖
- 2014年荣获赤峰市第二届少儿动漫配音大赛“最佳角色奖”“最佳表演奖”“最佳表演奖”
- 2014年荣获赤峰市第六届语言艺术风采大赛“银奖”
- 2015年荣获全国第八届盛世中华中国青少年艺术人才选拔活动“金奖”[4]
- 2015年荣获赤峰市第三届少儿动漫配音大赛“最佳表演奖”
- 2015年荣获赤峰第七届语言艺术风采大赛“银奖”
- 2015年荣获荣获内蒙古自治区“环保小卫士”荣誉称号
- 2016年荣获第二届“曹灿杯”全国青少年朗诵大赛荣获集体组金奖[5]
- 2016年荣获赤峰市博物馆第五届小讲解员三等奖